# Golden Globe Awards 2024

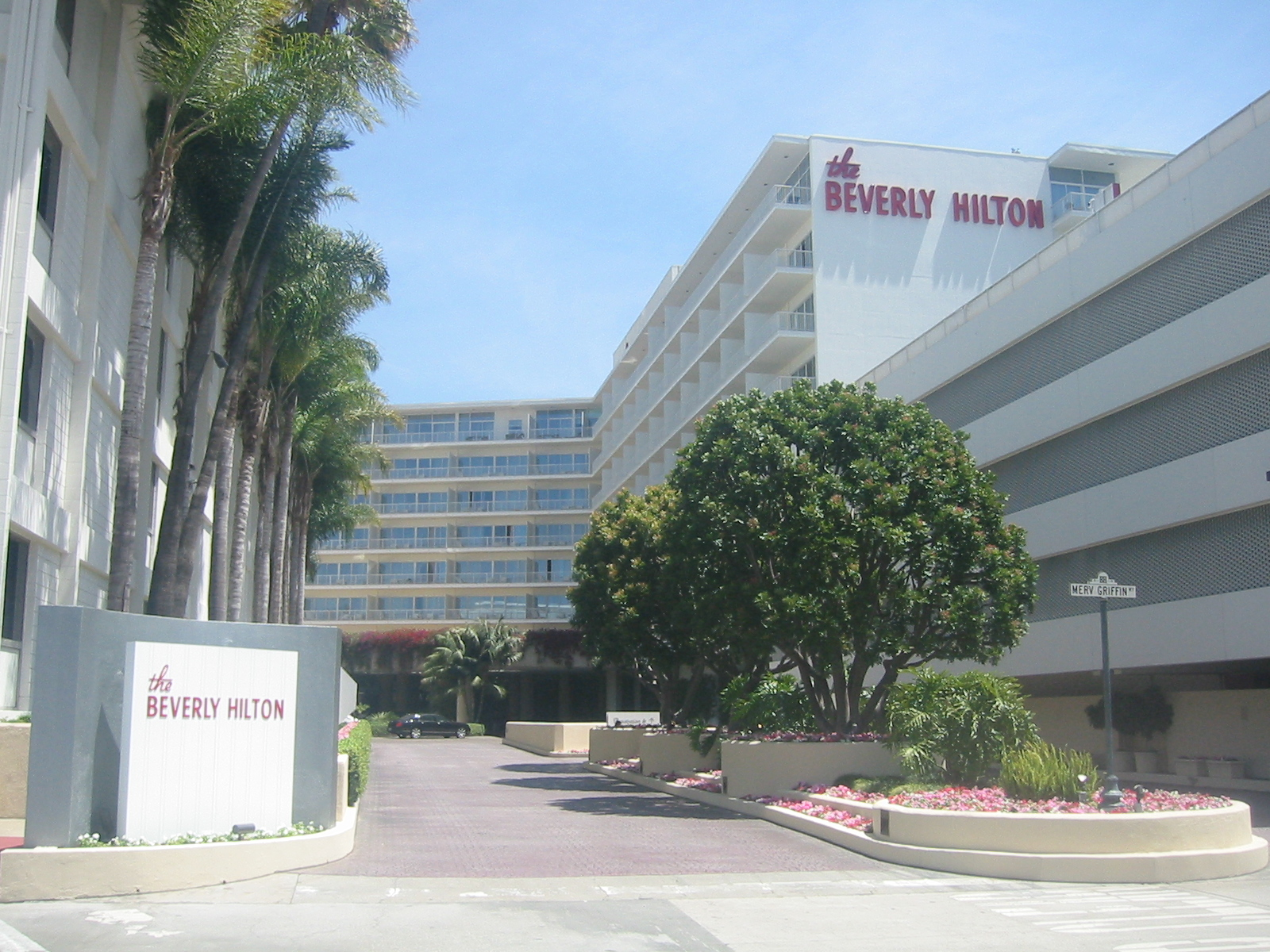
Das Beverly Hilton Hotel, Veranstaltungsort der Golden-Globe-Verleihung 2024

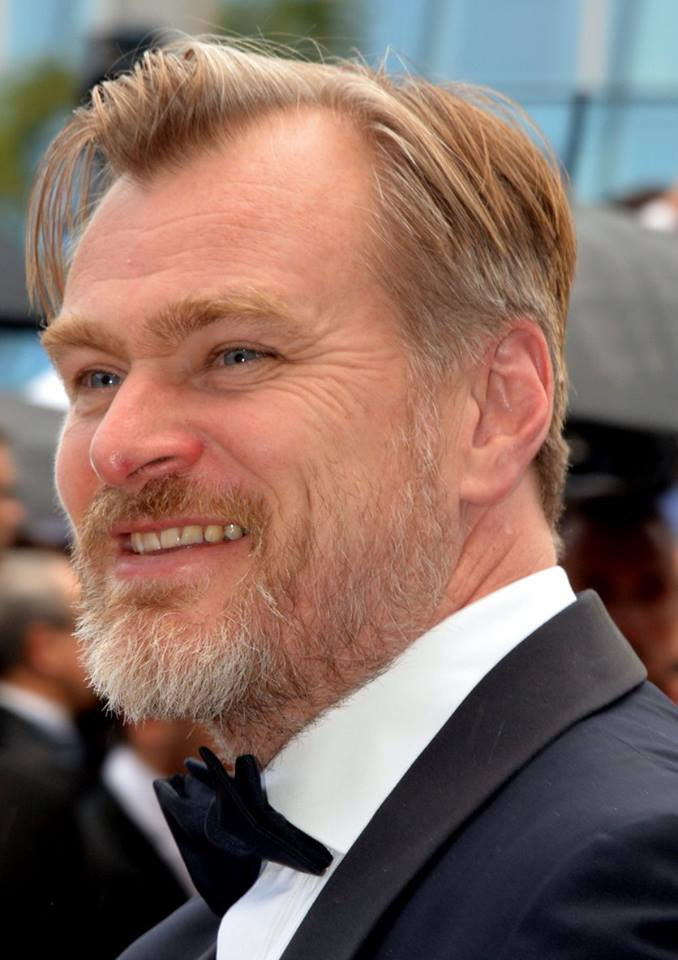
Christopher Nolan, Regisseur, Drehbuchautor und Produzent des preisgekrönten Films Oppenheimer

Die 81. Verleihung der Golden Globe Awards (englisch 81st Golden Globe Awards) fand am 7. Januar 2024 (Ortszeit) im Beverly Hilton Hotel in Beverly Hills statt. Die Mitglieder der Hollywood Foreign Press Association (HFPA) zeichneten dabei die aus ihrer Sicht besten amerikanischen und ausländischen Film- und Fernsehproduktionen sowie Künstler des Vorjahres aus, die im Rahmen eines Galadinners geehrt wurden. Die Verleihung wurde live ausgestrahlt. Die Moderation übernahm der US-amerikanische Komiker und Schauspieler Jo Koy.
Im Juni 2023 wurde die Auflösung der HFPA bekannt; eine private Investorengruppe um Todd Boehly übernahm die Golden Globes. Damit werden die Preise nicht mehr von einer Non-Profit-Organisation verliehen und avancieren zu einem kommerziellen Event. Jedoch sollen die wohltätigen Aktivitäten der HFPA mit einer neu gegründeten Stiftung namens Golden Globe Foundation weitergeführt werden.
Die Nominierungen in 27 Kategorien gaben Cedric the Entertainer und Wilmer Valderrama am 11. Dezember 2023 bekannt. Als Favoriten in die Preisverleihung gingen der Kinofilm Barbie von Greta Gerwig und die Fernsehserie Succession mit je neun Nominierungen. Die Deutsche Sandra Hüller wurde für ihre Kinohauptrolle im französischen Justizdrama Anatomie eines Falls berücksichtigt. Bei der Auflage 2024 wurde je eine neue Kategorie in den Sparten Film und Fernsehen eingeführt, auch die Zahl der Nominierungen pro Kategorie erhöhte sich von fünf auf sechs.
Mit fünf Auszeichnungen wurde Christopher Nolans Historienfilm Oppenheimer zum Gewinner des Abends gekürt. Die Komödien Barbie, Poor Things, The Holdovers sowie das Justizdrama Anatomie eines Falls erhielten jeweils zwei Golden Globe Awards. Hayao Miyazakis Der Junge und der Reiher wurde als erster Anime in der Kategorie Bester Animationsfilm ausgezeichnet.

## Hintergrund

### Ausstrahlungstermin

Logo der HFPA

Nachdem die Golden-Globe-Verleihung im Vorjahr erstmals an einem Dienstag abgehalten wurde, kehrte die Veranstaltung zu ihrem traditionellen Sonntagstermin zurück und wurde am 7. Januar 2024 im Beverly Hilton Hotel in Beverly Hills live übertragen.

### Einführung neuer Kategorien
Ende September 2023 gab die HFPA bekannt, zwei neue Kategorien einführen zu wollen:
- Cinematic and Box Office Achievement

Die neue Kategorie in der Sparte Film umfasst insgesamt acht nominierte Spielfilme, die große Erfolge beim Publikum waren und darüber hinaus über filmische Qualität verfügen. Dramen, Komödien, Musicals, Animationsfilme oder nicht-englischsprachige Produktionen konnten sich qualifizieren, wenn sie als Blockbuster Gesamt- beziehungsweise Bruttoeinnahmen von 150 Mio. US-Dollar erzielen konnten, davon mindestens 100 Mio. US-Dollar an den US-amerikanischen Kinokassen. Weiterhin konnten auch Spielfilme berücksichtigt werden, die auf Basis vertrauenswürdiger Branchenquellen hohe digitale Streaming-Zuschauerzahlen kumuliert haben. Die nominierten Beiträge sind ebenso für die bisher regulären Kategorien Bestes Filmdrama, Beste Filmkomödie oder Musical, Bester Animationsfilm und Bester fremdsprachiger Film nominierungsberechtigt.
- Best Performance in Stand-Up Comedy on Television (auch bekannt als Best Stand-Up Comedian on Television)

Die neue Kategorie in der Sparte Fernsehen umfasst insgesamt sechs nominierte Stand-up-Comedy-Künstler. Nominierungsberechtigt sind traditionelle Stand-up-Comedy-Darbietungen mit einer Länge von mindestens 30 Minuten als Einzelauftritt oder als Teil einer Comedy-Gruppe beziehungsweise eines -Ensembles. Diese müssen in Fernsehprogrammen auf einer anerkannten Medienplattform veröffentlicht worden sein (einzelne Social-Media-Konten sind von der Teilnahme ausgeschlossen). Die Sendungen müssen erstmals in den USA ausgestrahlt oder als Stream verfügbar gemacht worden sein.

### Produktion der Fernsehshow
Als Showrunners wurden die Executive Producers Glenn Weiss und Ricky Kirshner von White Cherry Entertainment (WCE) verpflichtet, wobei Weiss auch für die Regie verantwortlich war. Das Duo hatte zuvor die Oscarverleihung 2023 produziert und mit der Primetime-Emmyverleihung, den Super Bowl Halftime Shows, den Tony Awards, Kennedy Center Honors und der Amtseinführung des Präsidenten der Vereinigten Staaten weitere bedeutende kulturelle Veranstaltungen in den USA verantwortet. Weiss erhielt bisher 14 Emmy-Auszeichnungen, Kirshner drei. Weiss ist eng mit dem Unternehmen Dick Clark Productions verbunden, das im Jahr zuvor die Golden-Globe-Verleihung mitproduzierte.
Die Golden-Globes-Show zog mit 9,4 Millionen Zuschauern die höchste Zuschauerzahl seit dem Ausbruch der COVID-19-Pandemie in den Vereinigten Staaten an, blieb aber noch immer deutlich hinter den 18,4 Millionen Zuschauern der letzten vorpandemischen Verleihung der Golden Globe Awards 2020 zurück.

### Eckdaten
Die Eckdaten zur 81. Golden-Globe-Verleihung im Überblick:
| Datum             | Ereignis                                                          |
| ----------------- | ----------------------------------------------------------------- |
| 2. Oktober 2023   | Einreichungsfrist für Film- und Fernsehproduktionen beginnt       |
| 6. November 2023  | Einreichungsfrist für Film- und Fernsehproduktionen endet         |
| 20. November 2023 | Abstimmung für Nominierungen in der Sparte Fernsehen beginnt      |
| 27. November 2023 | Abstimmung für Nominierungen in der Sparte Fernsehen endet        |
| 28. November 2023 | Abstimmung für Nominierungen in der Sparte Film beginnt           |
| 5. Dezember 2023  | Letztmöglicher Vorführtermin für Filme und Film-Pressekonferenzen |
| 6. Dezember 2023  | Abstimmung für Nominierungen in der Sparte Film endet             |
| 11. Dezember 2023 | Bekanntgabe der Nominierungen                                     |
| 15. Dezember 2023 | Finale Abstimmung über die Golden-Globe-Preisträger beginnt       |
| 3. Januar 2024    | Finale Abstimmung über die Golden-Globe-Preisträger endet         |
| 7. Januar 2024    | 81. Verleihung der Golden Globe Awards                            |

## Preisträger und Nominierte im Bereich Film
Folgend dem Phänomen Barbenheimer waren Barbie mit neun Nominierungen und Oppenheimer mit acht Nominierungen die beiden meistnominierten Filme. Oppenheimer gewann fünf Golden Globes, Barbie nur Golden Globes für den besten Filmsong bei What Was I Made For? von Billie Eilish und Finneas O’Connell und die neugeschaffene Auszeichnung für wirtschaftlichen Erfolg. Oppenheimer war damit der meistausgezeichnete Film. Die Preisvergabe wurde als inoffizielle Vollendung von Barbenheimer gesehen.
| Film                                | N | A |
| ----------------------------------- | - | - |
| Barbie                              | 9 | 2 |
| Oppenheimer                         | 8 | 5 |
| Killers of the Flower Moon          | 7 | 1 |
| Poor Things                         | 7 | 2 |
| Past Lives – In einem anderen Leben | 5 | 0 |
| Anatomie eines Falls                | 4 | 2 |
| Maestro                             | 4 | 0 |
| May December                        | 4 | 0 |
| The Holdovers                       | 3 | 2 |
| Spider-Man: Across the Spider-Verse | 3 | 0 |
| Der Super Mario Bros. Film          | 3 | 0 |
| The Zone of Interest                | 3 | 0 |
| Air: Der große Wurf                 | 2 | 0 |
| Amerikanische Fiktion               | 2 | 0 |
| Fallende Blätter                    | 2 | 0 |
| Die Farbe Lila                      | 2 | 0 |
| Der Junge und der Reiher            | 2 | 1 |
| Nyad                                | 2 | 0 |
| Rustin                              | 2 | 0 |
| Saltburn                            | 2 | 0 |

### Bester Film – Drama
Oppenheimer – Regie: Christopher Nolan
- nominiert:
  - Anatomie eines Falls (Anatomie d’une chute) – Regie: Justine Triet
  - Killers of the Flower Moon – Regie: Martin Scorsese
  - Maestro – Regie: Bradley Cooper
  - Past Lives – In einem anderen Leben (Past Lives) – Regie: Celine Song
  - The Zone of Interest – Regie: Jonathan Glazer

### Bester Film – Komödie/Musical
Poor Things – Regie: Giorgos Lanthimos
- nominiert:
  - Air: Der große Wurf (Air) – Regie: Ben Affleck
  - Amerikanische Fiktion (American Fiction) – Regie: Cord Jefferson
  - Barbie – Regie: Greta Gerwig
  - The Holdovers – Regie: Alexander Payne
  - May December – Regie: Todd Haynes

### Beste Regie
Christopher Nolan – Oppenheimer
- nominiert:
  - Bradley Cooper – Maestro
  - Greta Gerwig – Barbie
  - Giorgos Lanthimos – Poor Things
  - Martin Scorsese – Killers of the Flower Moon
  - Celine Song – Past Lives – In einem anderen Leben (Past Lives)

### Bester Hauptdarsteller – Drama
Cillian Murphy – Oppenheimer
- nominiert:
  - Bradley Cooper – Maestro
  - Leonardo DiCaprio – Killers of the Flower Moon
  - Colman Domingo – Rustin
  - Barry Keoghan – Saltburn
  - Andrew Scott – All of Us Strangers

### Beste Hauptdarstellerin – Drama
Lily Gladstone – Killers of the Flower Moon
- nominiert:
  - Annette Bening – Nyad
  - Sandra Hüller – Anatomie eines Falls (Anatomie d’une chute)
  - Greta Lee – Past Lives – In einem anderen Leben (Past Lives)
  - Carey Mulligan – Maestro
  - Cailee Spaeny – Priscilla

### Bester Hauptdarsteller – Komödie/Musical
Paul Giamatti – The Holdovers
- nominiert:
  - Nicolas Cage – Dream Scenario
  - Timothée Chalamet – Wonka
  - Matt Damon – Air: Der große Wurf (Air)
  - Joaquin Phoenix – Beau Is Afraid
  - Jeffrey Wright – Amerikanische Fiktion (American Fiction)

### Beste Hauptdarstellerin – Komödie/Musical
Emma Stone – Poor Things
- nominiert:
  - Fantasia Barrino – Die Farbe Lila (The Color Purple)
  - Jennifer Lawrence – No Hard Feelings
  - Natalie Portman – May December
  - Alma Pöysti – Fallende Blätter (Kuolleet lehdet)
  - Margot Robbie – Barbie

### Bester Nebendarsteller
Robert Downey Jr. – Oppenheimer
- nominiert:
  - Willem Dafoe – Poor Things
  - Robert De Niro – Killers of the Flower Moon
  - Ryan Gosling – Barbie
  - Charles Melton – May December
  - Mark Ruffalo – Poor Things

### Beste Nebendarstellerin
Da’Vine Joy Randolph – The Holdovers
- nominiert:
  - Emily Blunt – Oppenheimer
  - Danielle Brooks – Die Farbe Lila (The Color Purple)
  - Jodie Foster – Nyad
  - Julianne Moore – May December
  - Rosamund Pike – Saltburn

### Bestes Drehbuch
Justine Triet und Arthur Harari – Anatomie eines Falls (Anatomie d’une chute)
- nominiert:
  - Greta Gerwig und Noah Baumbach – Barbie
  - Tony McNamara – Poor Things
  - Christopher Nolan – Oppenheimer
  - Eric Roth und Martin Scorsese – Killers of the Flower Moon
  - Celine Song – Past Lives – In einem anderen Leben (Past Lives)

### Beste Filmmusik
Ludwig Göransson – Oppenheimer
- nominiert:
  - Jerskin Fendrix – Poor Things
  - Joe Hisaishi – Der Junge und der Reiher
  - Mica Levi – The Zone of Interest
  - Daniel Pemberton – Spider-Man: Across the Spider-Verse
  - Robbie Robertson – Killers of the Flower Moon

### Bester Filmsong
„What Was I Made For?“ aus Barbie – Musik und Text: Billie Eilish und Finneas O’Connell
- nominiert:
  - „Addicted To Romance“ aus She Came to Me – Musik und Text: Bruce Springsteen
  - „Dance The Night“ aus Barbie – Musik und Text: Mark Ronson, Andrew Wyatt, Dua Lipa und Caroline Ailin
  - „I’m Just Ken“ aus Barbie – Musik und Text: Mark Ronson und Andrew Wyatt
  - „Peaches“ aus Der Super Mario Bros. Film (The Super Mario Bros. Movie) – Musik und Text: Jack Black, Aaron Horvath, Michael Jelenic, Eric Osmond und John Spiker
  - „Road To Freedom“ aus Rustin – Musik und Text: Lenny Kravitz

### Bester Animationsfilm
Der Junge und der Reiher (君たちはどう生きるか Kimitachi wa Dō Ikiru ka) – Regie: Hayao Miyazaki
- nominiert:
  - Elemental – Regie: Peter Sohn
  - Spider-Man: Across the Spider-Verse – Regie: Joaquim Dos Santos, Kemp Powers und Justin K. Thompson
  - Der Super Mario Bros. Film (The Super Mario Bros. Movie) – Regie: Aaron Horvath und Michael Jelenic
  - Suzume (すずめの戸締まり Suzume no Tojimari) – Regie: Makoto Shinkai
  - Wish – Regie: Chris Buck und Fawn Veerasunthorn

### Bester fremdsprachiger Film
Anatomie eines Falls (Anatomie d’une chute), Frankreich – Regie: Justine Triet
- nominiert:
  - Fallende Blätter (Kuolleet lehdet), Finnland – Regie: Aki Kaurismäki
  - Io capitano, Italien/Belgien – Regie: Matteo Garrone
  - Past Lives – In einem anderen Leben (Past Lives), USA – Regie: Celine Song
  - Die Schneegesellschaft (La sociedad de la nieve), Uruguay/Spanien/Chile – Regie: J. A. Bayona
  - The Zone of Interest, USA/Vereinigtes Königreich/Polen – Regie: Jonathan Glazer

### Cinematic and Box Office Achievement
Barbie – Regie: Greta Gerwig
- nominiert:
  - Guardians of the Galaxy Vol. 3 – Regie: James Gunn
  - John Wick: Kapitel 4 (John Wick: Chapter 4) – Regie: Chad Stahelski
  - Mission: Impossible – Dead Reckoning Teil Eins (Mission: Impossible – Dead Reckoning Part One) – Regie: Christopher McQuarrie
  - Oppenheimer – Regie: Christopher Nolan
  - Spider-Man: Across the Spider-Verse – Regie: Joaquim Dos Santos, Kemp Powers und Justin K. Thompson
  - Der Super Mario Bros. Film (The Super Mario Bros. Movie) – Regie: Aaron Horvath und Michael Jelenic
  - Taylor Swift: The Eras Tour – Regie: Sam Wrench

## Preisträger und Nominierte im Bereich Fernsehen
| Sendung                       | N | A |
| ----------------------------- | - | - |
| Succession                    | 9 | 4 |
| The Bear: King of the Kitchen | 5 | 3 |
| Beef                          | 3 | 3 |
| The Crown                     | 4 | 1 |
| Only Murders in the Building  | 5 | 0 |
| Daisy Jones & the Six         | 3 | 0 |
| Fargo                         | 3 | 0 |
| The Last of Us                | 3 | 0 |
| Ted Lasso                     | 3 | 0 |
| 1923                          | 2 | 0 |
| Abbott Elementary             | 2 | 0 |
| Barry                         | 2 | 0 |
| Diplomatische Beziehungen     | 2 | 0 |
| Fellow Travelers              | 2 | 0 |
| Eine Frage der Chemie         | 2 | 0 |
| Jury Duty                     | 2 | 0 |
| The Morning Show              | 2 | 0 |

### Beste Serie – Drama
Succession
- nominiert:
  - 1923
  - The Crown
  - Diplomatische Beziehungen (The Diplomat)
  - The Last of Us
  - The Morning Show

### Bester Serien-Hauptdarsteller – Drama
Kieran Culkin – Succession
- nominiert:
  - Brian Cox – Succession
  - Gary Oldman – Slow Horses – Ein Fall für Jackson Lamb (Slow Horses)
  - Pedro Pascal – The Last of Us
  - Jeremy Strong – Succession
  - Dominic West – The Crown

### Beste Serien-Hauptdarstellerin – Drama
Sarah Snook – Succession
- nominiert:
  - Helen Mirren – 1923
  - Bella Ramsey – The Last of Us
  - Keri Russell – Diplomatische Beziehungen (The Diplomat)
  - Imelda Staunton – The Crown
  - Emma Stone – The Curse

### Beste Serie – Komödie/Musical
The Bear: King of the Kitchen (The Bear)
- nominiert:
  - Abbott Elementary
  - Barry
  - Jury Duty
  - Only Murders in the Building
  - Ted Lasso

### Bester Serien-Hauptdarsteller – Komödie/Musical
Jeremy Allen White – The Bear: King of the Kitchen (The Bear)
- nominiert:
  - Bill Hader – Barry
  - Steve Martin – Only Murders in the Building
  - Jason Segel – Shrinking
  - Martin Short – Only Murders in the Building
  - Jason Sudeikis – Ted Lasso

### Beste Serien-Hauptdarstellerin – Komödie/Musical
Ayo Edebiri – The Bear: King of the Kitchen (The Bear)
- nominiert:
  - Rachel Brosnahan – The Marvelous Mrs. Maisel
  - Quinta Brunson – Abbott Elementary
  - Elle Fanning – The Great
  - Selena Gomez – Only Murders in the Building
  - Natasha Lyonne – Poker Face

### Beste Miniserie, Anthologie-Serie oder Fernsehfilm
Beef
- nominiert:
  - Alles Licht, das wir nicht sehen (All the Light We Cannot See)
  - Daisy Jones & the Six
  - Fargo
  - Fellow Travelers
  - Eine Frage der Chemie (Lessons in Chemistry)

### Bester Hauptdarsteller – Miniserie, Anthologie-Serie oder Fernsehfilm
Steven Yeun – Beef
- nominiert:
  - Matt Bomer – Fellow Travelers
  - Sam Claflin – Daisy Jones & the Six
  - Jon Hamm – Fargo
  - Woody Harrelson – White House Plumbers
  - David Oyelowo – Lawmen: Bass Reeves

### Beste Hauptdarstellerin – Miniserie, Anthologie-Serie oder Fernsehfilm
Ali Wong – Beef
- nominiert:
  - Riley Keough – Daisy Jones & the Six
  - Brie Larson – Eine Frage der Chemie (Lessons in Chemistry)
  - Elizabeth Olsen – Love & Death
  - Juno Temple – Fargo
  - Rachel Weisz – Dead Ringers – Die Unzertrennlichen (Dead Ringers)

### Bester Nebendarsteller – Serie, Miniserie oder Fernsehfilm
Matthew Macfadyen – Succession
- nominiert:
  - Billy Crudup – The Morning Show
  - James Marsden – Jury Duty
  - Ebon Moss-Bachrach – The Bear: King of the Kitchen (The Bear)
  - Alan Ruck – Succession
  - Alexander Skarsgård – Succession

### Beste Nebendarstellerin – Serie, Miniserie oder Fernsehfilm
Elizabeth Debicki – The Crown
- nominiert:
  - Abby Elliott – The Bear: King of the Kitchen (The Bear)
  - Christina Ricci – Yellowjackets
  - J. Smith-Cameron – Succession
  - Meryl Streep – Only Murders in the Building
  - Hannah Waddingham – Ted Lasso

### Bester Stand-up-Comedian
Ricky Gervais – Ricky Gervais: Armageddon
- nominiert:
  - Trevor Noah – Trevor Noah: Where Was I
  - Chris Rock – Chris Rock: Selective Outrage
  - Amy Schumer – Amy Schumer: Emergency Contact
  - Sarah Silverman – Sarah Silverman: Someone You Love
  - Wanda Sykes – Wanda Sykes: I’m an Entertainer